# Nullum crimen, nulla poena sine praevia lege poenali
Nullum crimen, nulla poena sine praevia lege poenali е основополагащ принцип на правото в пеналистиката. Значи от латински, че няма престъпление и наказание без предшестващ закон.
Приет е като основна максима в континенталното право и правна философия. Принципът е изведен от Пол Йохан Анселм Ритер фон Фойербах, след което заляга в Баварския наказателен кодекс през 1813 г.
Този основен правен принцип е заложен и в международното наказателно право. Посредством него се забранява създаването на закони „пост фактум“ в наказателното право.